# Teatr Narodów
 Teatr Narodów  Théâtre des Nations - coroczny, międzynarodowy festiwal teatralny zorganizowany po raz pierwszy w 1957 r. w Paryżu, zorganizowany z inicjatywy Międzynarodowego Instytutu Teatralnego (ITI). Po raz pierwszy na jednej scenie spotkały się teatry z obu stron żelaznej kurtyny. Decyzja o zorganizowaniu festiwalu zapadła na kongresie ITI w Dubrowniku 1955 r. po sukcesach Międzynarodowych Festiwali Sztuki Dramatycznej w Paryżu (1954,1955,1956). Od 1957 do 1972 r. festiwal odbywał się corocznie w Paryżu, finansowany przez rząd francuski i władze miasta. Pod koniec lat 60 nie wytrzymał konkurencji innych festiwali a błędy organizacyjne (m.in. nadmiar gigantycznych pozycji muzyczno-baletowych) osłabiły jego prestiż. W 1971 r. rząd francuski cofnął subwencję i dopiero w 1973 r. Teatr Narodów reaktywowano w formule festiwalu wędrującego, rokrocznie w innym kraju.
Pierwszy reaktywowany TN odbył się w dniach 8-28 czerwca 1975 r., w Warszawie, kolejne m.in. w Belgradzie (1976), Caracas (1978), Amsterdamie (1980)
W 1961 r. dla uczczenia dnia inauguracji festiwalu, datę 27 marca - ogłoszono Międzynarodowym Dniem Teatru.